# Luz Adriana Tovar
Luz Adriana Tovar (Herveo, Tolima, 1983) es una ciclista colombiana de pista y ruta.

## Palmarés en pista
2010
- Campeonato de Colombia de Pista
  -  Plata en Persecución por equipos
  -  Plata en Carrera por puntos

2011
- Campeonato de Colombia de Pista
  -   Oro en Persecución por equipos
  -  Bronce en Carrera por puntos
- Campeonato Panamericano de Ciclismo en Pista
  -  Bronce en Persecución por equipos

## Palmarés en ruta
2008
- Vuelta Femenina a Guatemala

2010
- Clásica Nacional Ciudad de Anapoima
- 2.ª en el Campeonato de Colombia Contrarreloj

2011 
- 1 etapa del Tour Femenino de Colombia[1]

2012 
- 3.ª en el Campeonato de Colombia Contrarreloj

2013 
- 2.ª en el Campeonato de Colombia Contrarreloj

2015
- Vuelta a Cundinamarca femenina

2016 
- 3.ª en el Campeonato de Colombia Contrarreloj
- Campeonato de Colombia en Ruta

2017 
- 2.ª en el Campeonato de Colombia Contrarreloj

2019 
- Vuelta al Tolima Femenina[2]